# Paulo Roberto Figueira Leal
Paulo Roberto Figueira Leal (Valença, 7 de maio de 1969) é um cientista político brasileiro.
Formado em Comunicação Social pela Universidade Federal do Rio de Janeiro (UFRJ), mestre e doutor em Ciência Política pelo Instituto Universitário de Pesquisas do Rio de Janeiro (IUPERJ), é professor da Universidade Federal de Juiz de Fora (UFJF).
Publicou os livros O PT e o dilema da representação política (FGV Editora, 2005) e Os debates petistas no final dos anos 90 (Editora Sotese, 2004).